# Cyclisme dans les pays baltes (1945-1989)
Le cyclisme des Pays baltes (1945-1989) évolue dans le cadre du cyclisme soviétique. Chacune des trois républiques socialistes soviétiques (Estonie, Lettonie, Lituanie) est dotée de compétitions nationales et de structures sportives qui permettent à des sélections nationales de concourir aux Spartakiades des Peuples de l'URSS. Plusieurs compétitions cyclistes communes aux trois républiques sont organisées durant cette période.

## La course des trois capitales baltes
À partir de 1955 a lieu une course à étapes disputées entre les "capitales" des trois républiques socialistes soviétiques baltes. Cette course semble ne pas avoir une appellation autre que celle des villes qu'elle relie.
Le palmarès est commun aux trois courses sur les sites baltes consultés
 21 courses inter-baltiques ont lieu entre 1955 et 1987.
| Année | Parcours                     | kilométrages | Premier                         | âge du vainqueur | Deuxième                      | Troisième                         |
| 1955  | Riga-Vilnius-Riga            | 991 km       | H. Japinch ( Lettonie)          |                  | Kazys Partsatis ( Lituanie)   | Antanas Jucevitsius ( Lituanie)   |
| 1956  | Vilnius-Riga-Vilnius         | 1 398 km     | Kazys Partsatis ( Lituanie)     | 36 ans           |                               |                                   |
| 1957  | Riga-Vilnius-Riga            | 1 245 km     | B. Krulikauskas ( Lituanie)     |                  |                               | Antanas Jucevitsius ( Lituanie)   |
| 1958  | Vilnius-Riga-Vilnius         | 1051 km      | B. Krulikauskas ( Lituanie)     |                  | G. Kuga ( Lettonie)           | V. Heamagi ( Lettonie)            |
| 1959  | Vilnius-Riga-Tallin          | 1004 km      | Antas Vjaravas ( Estonie)       | 22 ans           |                               |                                   |
| 1960  | Tallin-Riga-Vilnius          | 1 186 km     | Rein Leegu ( Estonie)           | 20 ans           |                               |                                   |
| 1961  | Vilnius-Riga-Tallin-Riga     | 1 382 km     | A. Pavlovs ( Lettonie)          |                  |                               |                                   |
| 1962  | Vilnius-Riga-Tallin          | 1 194 km     | Antas Vjaravas ( Estonie)       | 25 ans           | Juozas Grabauskas ( Lituanie) |                                   |
| 1963  | Tallin-Riga-Vilnius          | 1 264 km     | Juozas Grabauskas ( Lituanie)   | 24 ans           |                               |                                   |
| 1964  | Riga-Vilnius-Tallin          | 1 312 km     | Antas Vjaravas ( Estonie)       | 27 ans           |                               |                                   |
| 1972  | Tallin-Riga-Vilnius          | 942 km       | Antanas Beranskis ( Lituanie)   | 27 ans           |                               |                                   |
| 1973  | Vilnius-Riga-Tallin          | 1 119 km     | Vytautas Paskaukas ( Lituanie)  | 26 ans           |                               | P. Tselkys ( Lituanie)            |
| 1974  | Tallin-Riga-Klaipėda-Liepoja | 994 km       | Ringolds Kalnenieks ( Lettonie) | 30 ans           |                               |                                   |
| 1975  | Kedainiai-Jelgava--Tartu     | 808 km       | Andris Jakobson ( Lettonie)     |                  |                               | Algirdas Vaitkus ( Lituanie)      |
| 1976  | Tartu-Riga-Vilnius-Minsk     | 1 176 km     | Andris Jakobson ( Lettonie)     |                  |                               |                                   |
| 1978  | Telšiai-Liepoja-Tartu        | 813 km       | A.Sarkanis ( Lettonie)          |                  | Antanas Tautsius ( Lituanie)  |                                   |
| 1979  | Kaunas-Valmiera-Tartu        | 918 km       | A. Bergs ( Lettonie)            |                  | V. Siominas ( Lituanie)       | Jonas Romanovas ( Lituanie)       |
| 1980  | Minsk-Kaunas-Riga-Liepoja    | 1 255 km     | A. Mironov                      |                  | V. Siominas ( Lituanie)       | S. Janeliūnas ( Lituanie)         |
| 1981  | Viljandi-Bauska-Kaunas-Minsk | 1 105 km     | Jaan Veerana ( Estonie)         | 23 ans           |                               |                                   |
| 1986  | Vilnius-Valmiera-Tartu       | 1 200 km     | J. Feldmanis ( Lettonie)        |                  | Edmundas Peseckis ( Lituanie) | Vytautas Gumuliauskas ( Lituanie) |
| 1987  | Tartu-Liepoja-Jurbarkas      | 1 500km      | Aivar Murd ( Estonie)           | 24 ans           |                               | A. Sniokas ( Lituanie)            |

## EntreGdansk(Pologne) et Vilnius.
La Course de l'Amitié de la Mer Baltique, est une course cycliste internationale, organisée de 1965 à 1989. Elle concerne selon les années les pays riverains de la côte orientale de la Mer Baltique de la Pologne à la Finlande. Elle a un parcours inversé chaque année. Les pays baltes soviétiques  sont géographiquement lieu de passage de la Course, mais l'Union soviétique  délègue sa propre équipe. Le nom de la Course de l'Amitié est présent dans les résultats cyclistes mais il existe plusieurs courses sous ce nom éminemment propagandiste. La plupart des années la course est nommée par ses lieux de départ et d'arrivée.   
| Année | Parcours                                         | kilométrages | Premier                   | âge du vainqueur | Deuxième                | Troisième                |
| 1965  | Gdansk-Vilnius (Course de l'Amitié)              | 1 144 km     | Antas Vjaravas ( Estonie) | 28 ans           | Czeslaw Mikolajczyk     | Olavi Ulm ( Estonie)     |
| 1966  | Vilnius-Gdansk                                   | 1 259 km     | Stanislaw Pawlowski       |                  | Brodacki                | Handnaa ( Estonie)       |
| 1967  | Gdansk-Vilnius                                   | 1 224 km     | Kazimierz Jasinski        | 21 ans           | Zygfryd Jarema          | Henryk Wozniak           |
| 1968  | Vilnius-Koszalin                                 |              | Alexandre Zacharov        |                  | Jan Stachura            | Vladislav Nelyubin       |
| 1969  | Koszalin-Klaipėda                                |              | Vladislav Nelyubin        | 22 ans           | Horst Wagner            | Jan Stachura             |
| 1970  | (Course de l'Amitié)                             | 1 410 km     | Czytriniak                |                  | Alexandre Tikhonov      | Lech Kluj                |
| 1971  | Slupsk-Vilnius                                   | 1 303 km     | Guennadi Komnatov         | 22 ans           | Tadeusz Mytnik          | Görke                    |
| 1972  | Kaunas-Gdansk                                    | 1 253 km     | Mieczysław Nowicki        | 21 ans           | A. Kačinas ( Lituanie)  | Alexandre Tikhonov       |
| 1973  | Gdansk-Klaipėda (Tour de la Baltique)            | 1 370 km     | Valeri Tchaplyguine       | 21 ans           | Aavo Pikkuus ( Estonie) | Yuri Kutcherjavai        |
| 1974  | Course de l'Amitié                               |              |                           |                  |                         | V. Filipovas ( Lituanie) |
| 1975  | Tour de la Baltique (Baltic Tour)                |              | Stanislaw Czaja           |                  | Wieslaw Bielski         | Kavas                    |
| 1977  | Biala Podlaska-Kowno (Baltic Course de l'Amitié) | 1 007 km     | Janusz Pozak              | 22 ans           | Ryszard Wieczorek       | Sergeï Nikitenko         |
| 1978  | Lomza-Kowno (Baltic Course)                      | 825 km       | Oleg Logvine              | 19 ans           | Roman Szczur            | Grzegor Banaszek         |
| 1987  | Leningrad-Turku Tour de la mer Baltique          | 1 211 km     | Assiat Saitov             |                  | Viatcheslav Ekimov      | Djamolidine Abdoujaparov |

## Les champions baltes du cyclisme soviétique
Indépendants de la fin de la Première Guerre mondiale jusqu'à 1940, les pays baltes développent leurs activités sportives, entre les deux guerres selon un rythme autonome à l'URSS. Les fédérations cyclistes sont adhérentes à l'Union cycliste internationale et il existe des Comités olympiques. Après 1945, intégré à l'URSS et à son organisation de sociétés sportives centrées sur des conglomérats économiques (Dinamo, Armée, Syndicats, Ministères), le cyclisme des pays baltes semble en "avance" par rapport au restant de l'Union soviétique. Peut être le premier à être remis en compétition en 1952, le Tour de l'URSS est remporté par le coureur lituanien Kazys Partsatis.  Des championnats nationaux sont organisés dans les trois Républiques (R S S) et ... des archives permettent d'en suivre les résultats. Des tours cyclistes sont organisés également ainsi que la course entre Riga, Vilnius et Tallin dont l'alternance des parcours est semblable à la Course de la Paix. Les champions qui émergent appartiennent à l'équipe soviétique, comme pour les autres républiques fédérées. Les sélections soviétiques intègrent des cyclistes non russes, pour la route comme pour la piste. Le plus flamboyant sur route et parmi les plus titrés, est l'Estonien Aavo Pikkuus. Sur piste le Lituanien (Gintautas Umaras) marque les années 1980.
- routiers estoniens  : Aavo Pikkuus, Rikho Suun, Antas Vjaravas, Pepp Iyffert
- routiers lettons : Piotr Ugrumov, Ringolds Kalnenieks, Andris Jakobson
- routiers lituaniens : Ivan Romanov (Jonas Romanovas)